# Суддя Верховного суду США
Cуддя Верховного Суду Сполучених Штатів (англ. Associate Justice of the Supreme Court of the United States) — будь-який суддя Верховного Суду Сполучених Штатів, крім Голови Верховного суду США. Відповідно до Закону про судоустрій 1869 року кількість суддів Верховного суду США складає 8.

## Призначення на посаду та строк повноважень
Пункт 2 розділу 2 статті II Конституції Сполучених Штатів уповноважує президента США висувати кандидатуру на посаду судді Верховного суду США та за порадою та згодою (підтвердженням) Сенату США призначати суддів до Верховного суду. Стаття III, розділ 1 Конституції США фактично встановлює довічний термін перебування на посаді суддям Верховного суду США та всім іншим федеральним суддям, який припиняється лише тоді, коли суддя помирає, йде на пенсію, йде у відставку або усувається в результаті процедури імпічменту.

## Голосування та написання думок від імені більшості
Кожен суддя Верховного суду США має один голос у вирішенні справ, що розглядаються судом, і голос Голови Верховного суду має таке саме значення, як і голос будь-якого іншого судді; однак Голова Верховного суду очолює обговорення справи серед суддів. Крім того, Голова Верховного суду США, якщо він належить до більшості суддів, вирішує, хто напише висновок суду (думку він імені більшості суду); в іншому випадку, тобто, коли Голова Верховного суду належить до меншості судді, старший суддя більшості доручає написання суддівської думки він імені більшості. Голова Верховного суду також має певні адміністративні обов'язки, яких інші судді не мають, і йому платять трохи більше (298 500 доларів США на рік станом на 2023 рік порівняно з 285 400 доларів США на рік для суддів Верховного суду США).

## Старшинство
Судді мають старшинство в порядку дати призначення, хоча Голова Верховного суду завжди вважається найстаршим суддею. Якщо два судді призначені в один день, старшим серед них вважається старший за віком суддя. Зараз старшим суддею є Кларенс Томас. За традицією, коли судді обговорюють результати справ у Верховному суді, судді висловлюють свої погляди в порядку старшинства. Старшому судді також доручається виконувати обов'язки Голови Верховного суду США, якщо Голова нездатний їх виконувати або якщо ця посада є вакантною.

## Нинішні судді
Зараз у Верховному суді вісім суддів. Суддями, упорядкованими за старшинством (зверху зліва направо ), є:
|                                 |
| Кларенс Томас з 23 жовтня, 1991 |

|                               |
| Семюел Аліто з 31 січня, 2006 |

|                                 |
| Соня Сотомайор з 8 серпня, 2009 |

|                               |
| Елена Кейґан з 7 серпня, 2010 |

|                              |
| Ніл Горсач з 10 квітня, 2017 |

|                               |
| Бретт Кавано з 6 жовтня, 2018 |

|                                    |
| Емі Коні Барретт з 27 жовтня, 2020 |

|                                          |
| Кетанджі Браун Джексон з 30 червня, 2022 |

## Судді на пенсії
Суддя, який залишає Верховний суд після досягнення віку та відповідності вимогам служби, встановленим федеральним законом, може піти на пенсію, а не у відставку. Після виходу на пенсію судді Верховного суду США зберігають свій титул, і за звичаєм можуть також мати офіс у будівлі Верховного суду та наймати помічників. Імена суддів, які вийшли на пенсію, продовжують з'являтися поряд із іменами діючих суддів у томах рішень Верховного Суду. Федеральний закон передбачає, що судді Верховного суду на пенсії можуть працювати, якщо вони призначені Головою Верховного суду, у колегіях федеральних апеляційних судів або в федеральних окружних судах. Однак судді на пенсії не мають права брати участь у розгляді чи вирішенні будь-яких справ у Верховному суді (на відміну від інших федеральних суддів, що вийшли на пенсію, яким може бути дозволено робити це в їхніх колишніх судах); їх також не називають «старшими суддями». Коли після виходу на пенсію Вільям О. Дуґлас спробував взяти на себе активнішу роль, ніж це було прийнято, стверджуючи, що це було його прерогативою завдяки його статусу старшого судді, він отримав відсіч від Голови Верховного суду Воррена Бергера та зауваження від всього суду.
Наразі є троє суддів Верховного суду США, що вийшли на пенсію: Девід Саутер, який пішов на пенсію 29 червня 2009 року; Ентоні Кеннеді, який пішов на пенсію 31 липня 2018 р.; і Стівен Бреєр, який пішов на пенсію 30 червня 2022 року. Після виходу на пенсію Саутер працював у колегіях перших окружних апеляційних судів; Кеннеді та Бреєр не виконували жодних суддівських обов'язків після виходу на пенсію.